# Пламен Петров (политик, р. 1964)
Вижте пояснителната страница за други личности с името Пламен Петров.
Пламен Тачев Петров е български политик и инженер от ГЕРБ. Народен представител от ГЕРБ в XLI, XLII, XLIII, XLIV, XLV и XLVIII народно събрание.

## Биография
Пламен Петров е роден на 29 март 1964 г. в град Червен бряг, Народна република България. Завършва специалност „Пожарна безопасност“ във Висшия институт на МВР.
През 2021 г. излизат разкрития, които го свързват с организираната престъпност в България, като бизнесменът Светослав Илчовски твърди, че е бил рекетиран от Пламен Тачев.